# Aeroporto di Göteborg-Landvetter
L'Aeroporto di Göteborg-Landvetter (in svedese: Landvetter flygplats Göteborg) è un aeroporto internazionale che serve la regione di Göteborg in Svezia.
Con 4,4 milioni di passeggeri nel 2007 è il secondo aeroporto più grande in Svezia (dopo l'Aeroporto di Stoccolma-Arlanda). È gestito da Swedavia ed è composto da due terminal, rispettivamente per voli nazionali ed internazionali.
L'aeroporto prende il nome dal vicino centro abitato di Landvetter, che si trova nel comune di Härryda.